# Division 2 1951/52
Die Division 2 1951/52 war die 13. Austragung der zweithöchsten französischen Fußballliga. Zweitligameister wurde Stade Français Paris.

## Vereine
Teilnahmeberechtigt waren die 15 Vereine, die nach der vorangegangenen Spielzeit weder in die erste Division aufgestiegen waren noch ihre Lizenz – freiwillig oder gezwungen – aufgegeben hatten. Dazu kamen zwei Erstligaabsteiger und ein Neuling, der Profistatus angenommen hatte.
Somit spielten in dieser Saison folgende 18 Mannschaften um die Meisterschaft der Division 2:
- zwei Mannschaften aus dem äußersten Norden (US Valenciennes-Anzin, AC Amiens),
- drei aus Paris und der Champagne (Absteiger Stade Français Paris, CA Paris, AS Troyes-Savinienne),
- einer aus dem Nordosten (Racing Club Franc-Comtois Besançon),
- vier aus dem Westen (US Le Mans, FC Nantes, SCO Angers, FC Rouen),
- acht aus dem Süden (Absteiger Toulouse FC, Neuling FC Grenoble, AS Béziers, Olympique Alès, SO Montpellier, SC Toulon, die vor Saisonbeginn umbenannte AS Cannes, AS Monaco).

Einen direkten Auf- und Abstieg in Abhängigkeit vom sportlich erzielten Ergebnis hatte es vor dem Zweiten Weltkrieg lediglich zwischen erster und zweiter Profi-Division gegeben; danach war über einige Jahre ein Abstieg in die dritthöchste Spielklasse eingeführt worden, der 1951/52 allerdings nicht mehr in Kraft war. Außerdem konnte ein Zweitdivisionär dann absteigen, wenn er seine Lizenz abgab oder sie ihm entzogen wurde. Bisherige Amateurmannschaften hingegen konnten auch weiterhin nur dann zur folgenden Saison in die Division 2 aufsteigen, wenn sie vom zuständigen Verband FFF die Genehmigung erhielten, professionellen Status anzunehmen.
Dazu gab es in dieser Saison eine Relegation zwischen dem am schlechtesten platzierten Erstligisten, der nicht direkt abstieg, und dem besten, nicht direkt aufstiegsberechtigten Zweitligisten.

## Saisonverlauf
Jede Mannschaft trug gegen jeden Gruppengegner ein Hin- und ein Rückspiel aus, einmal vor eigenem Publikum und einmal auswärts. Es galt die Zwei-Punkte-Regel; bei Punktgleichheit gab das Torverhältnis den Ausschlag für die Platzierung. In Frankreich wird bei der Angabe des Punktverhältnisses ausschließlich die Zahl der Pluspunkte genannt; hier geschieht dies in der in Deutschland zu Zeiten der 2-Punkte-Regel üblichen Notation.
Dass Absteiger Stade Français auf Anhieb in die erste Division zurückkehren würde, stand schon fast zwei Monate vor Saisonende fest. Dagegen war der Kampf um den zweiten und insbesondere den dritten Rang enger: Ersteren sicherte sich Montpellier in der vorletzten Partie, Letzteren entschied Valenciennes erst am letzten Spieltag zu seinen Gunsten, wobei die Nordfranzosen allerdings zusätzlich schon vorher über das deutlich beste Torverhältnis aller Kontrahenten verfügt hatten. Am unteren Ende der Tabelle waren abschließend sechs Mannschaften deutlich abgeschlagen, von denen anschließend die Teams aus Amiens und Le Mans sich vorübergehend aus dem Professionalismus zurückzogen.
In den 306 Punktspielen wurden 1.057 Treffer erzielt; das entspricht einem Mittelwert von 3,5 Toren je Spiel. Die Torjägerkrone gewann der Schwede Egon Jönsson, genannt „Atom-Egon“, von Stade Français mit 34 Toren. Und auch Besançon, die Mannschaft mit der zweitbesten Offensivreihe hinter dem Wiederaufsteiger aus Paris, besaß in dem Deutschen Heinrich Skiba einen erfolgreichen ausländischen Schützen.
Nach Saisonende verließen Amiens und Le Mans die zweite Liga. Zur folgenden Spielzeit kamen die beiden Absteiger aus der Division 1, Olympique Lyon und Racing Strasbourg, hinzu. Außerdem erteilte die FFF dem FC Perpignan und Red Star Olympique eine Lizenz.

## Abschlusstabelle
| Pl. | Verein                   | Sp. | S  | U | N  | Tore    | Quote | Punkte |
| --- | ------------------------ | --- | -- | - | -- | ------- | ----- | ------ |
| 1.  | Stade Français Paris (A) | 34  | 27 | 2 | 5  | 100:380 | 2,63  | 56:12  |
| 2.  | SO Montpellier           | 34  | 21 | 5 | 8  | 068:370 | 1,84  | 47:21  |
| 3.  | US Valenciennes-Anzin    | 34  | 17 | 9 | 8  | 068:440 | 1,55  | 43:25  |
| 4.  | FC Nantes                | 34  | 17 | 8 | 9  | 061:570 | 1,07  | 42:26  |
| 5.  | AS Monaco                | 34  | 16 | 8 | 10 | 054:400 | 1,35  | 40:28  |
| 6.  | SCO Angers               | 34  | 16 | 8 | 10 | 064:570 | 1,12  | 40:28  |
| 7.  | FC Grenoble              | 34  | 16 | 4 | 14 | 064:550 | 1,16  | 36:32  |
| 8.  | Racing FC Besançon       | 34  | 13 | 9 | 12 | 083:650 | 1,28  | 35:33  |
| 9.  | SC Toulon                | 34  | 14 | 7 | 13 | 056:630 | 0,89  | 35:33  |
| 10. | FC Rouen                 | 34  | 13 | 8 | 13 | 064:440 | 1,45  | 34:34  |
| 11. | AS Troyes-Savinienne     | 34  | 13 | 8 | 13 | 058:560 | 1,04  | 34:34  |
| 12. | Toulouse FC (A)          | 34  | 14 | 6 | 14 | 052:570 | 0,91  | 34:34  |
| 13. | AS Cannes                | 34  | 12 | 3 | 19 | 057:770 | 0,74  | 27:41  |
| 14. | CA Paris                 | 34  | 12 | 3 | 19 | 038:520 | 0,73  | 27:41  |
| 15. | AS Béziers               | 34  | 9  | 6 | 19 | 040:630 | 0,63  | 24:44  |
| 16. | AC Amiens                | 34  | 7  | 8 | 19 | 043:840 | 0,51  | 22:46  |
| 17. | US Le Mans               | 34  | 7  | 5 | 22 | 045:870 | 0,52  | 19:49  |
| 18. | Olympique Alès           | 34  | 5  | 7 | 22 | 042:810 | 0,52  | 17:51  |

Platzierungskriterien: 1. Punkte – 2. Torquotient
| (A) | Absteiger aus der Division 1 1950/51 |
| (N) | Neuaufsteiger                        |

## Relegationsrunde
Da diesmal nur je ein Erst- und Zweitdivisionär um einen zusätzlichen Platz im „fußballerischen Oberhaus“ Frankreichs kämpften, gab es lediglich zwei Barrages zwischen diesen, die beide auf neutralem Platz – das erste in Saint-Étienne, das zweite in Saint-Ouen – ausgetragen wurden. Nach dem Hinspiel zwischen der US Valenciennes-Anzin und Olympique Marseille, das vier Jahre zuvor noch den Meistertitel in der höchsten Spielklasse gewonnen hatte, bahnte sich eine Überraschung an: die unterklassigen Nordfranzosen hatte den „großen OM“ darin mit 3:1 bezwungen. Im Rückspiel allerdings rückte insbesondere Marseilles schwedischer Torjäger Gunnar Andersson, mit zwei Treffern beim 4:0 erfolgreich, die „Klassenverhältnisse“ wieder gerade, so dass Valenciennes in der Division 2 verblieb.
|                       | Gesamt |                     | Hinspiel | Rückspiel |
| --------------------- | ------ | ------------------- | -------- | --------- |
| US Valenciennes-Anzin | 3:5    | Olympique Marseille | 3:1      | 0:4       |